# Ennstaler Hütte
Die Ennstaler Hütte ist eine Schutzhütte der Sektion Steyr des Österreichischen Alpenvereins (ÖAV).

## Lage und Umgebung
Sie befindet sich in der Buchsteingruppe, dem nördlichen Gebirgszug der Ennstaler Alpen im Nationalpark Gesäuse auf einer Höhe von 1544 m ü. A. am Kamm zwischen der Tieflimauer (1820 m) im Westen und dem Tamischbachturm (2035 m) im Osten. Die Hütte liegt am Eisenwurzenweg, einem österreichischen Weitwanderweg, der hier St. Gallen und den Erbsattel (671 m) im Norden mit dem Ort Gstatterboden im Gesäuse verbindet. Hausberg der Hütte ist der Tamischbachturm, der zu den am einfachsten zu erreichenden Gesäusegipfeln gehört.

## Geschichte
Die Hütte wurde im Jahre 1885 durch die Wiener Alpine Gesellschaft „Ennstaler“ erbaut. Sie war damals die erste Schutzhütte in den Ennstaler Alpen. 1924 wurde die Hütte von der Sektion Steyr übernommen und 1930 erweitert.

## Wege
Die Hütte ist ein wichtiger Stützpunkt für Wanderer auf dem Eisenwurzenweg, einem österreichischen Weitwanderweg, welche den nördlichsten mit dem südlichsten Punkt des Landes verbindet.

### Zustieg
Der Zustieg zur Hütte erfolgt entweder von Gstatterboden im Ennstal in rund 2½ bis 3 Stunden, oder von Sankt Gallen und dem Erbsattel (Nähe Schloss Kassegg) durch das Mühlbachtal in ebenfalls 2½ bis 3 Stunden oder von Großreifling durch das Tal des Tamischbaches in rund 2½ Stunden. Für Mountainbiker gibt es seit 2004 die Möglichkeit, von Gstatterboden bis zur Hochscheibenalm auf rund 1200 m zu radeln, dadurch wird der Zustieg zur Hütte auf eine Stunde verkürzt. Von Hieflau ist ein Zustieg über die Hochscheibenalm in fünf Stunden möglich.

### Gipfelbesteigungen
- Tamischbachturm, 2035 m, Gehzeit 1½ Stunden
- Kleiner Buchstein, 1990 m, Gehzeit 5 Stunden, Kletterschwierigkeit I am Zustieg und II für den Gipfel
- Tieflimauer, 1820 m, Gehzeit 1½ Stunden, Schwierigkeit I am Normalweg

### Klettersteig Teufelsteig
Auf die Tieflimauer führt ein im Jahre 2002 errichteter Klettersteig, der Teufelsteig, der mit einer Schwierigkeit von A und B, 2 Stellen C und einer Gesamtlänge von 440 Metern in insgesamt rund 2½ Stunden von der Hütte auf den Gipfel führt.

### Übergänge zu anderen Hütten
Alle Übergänge zu anderen Hütten erfolgen durch Abstiege ins Tal.